# 下田弘
下田 弘（しもだ ひろし、1908年9月2日 - 生没不明）は、日本の哲学者、武蔵工業大学名誉教授。

## 経歴
1908年、女子教育者の先導者であった下田次郎の四男として東京に生まれる。1932年、東京帝国大学哲学科を卒業。
1939年より第一高等学校教授となるが、1944年に病気のため退職。戦後1950年より清泉女子大学教授、1956年より武蔵工業大学教授となり、1959年から1967年まで図書館長も務めた。1979年に退職し、名誉教授となった。

## 受賞・栄典
1981年勲三等瑞宝章。

## 家族・親族
- 父：下田次郎は教育学者。女子教育の先導者として知られる。
- 三兄：下田武三は外交官。
- 弟：下田吉人（1917-　）は外交官で元アルジェリア大使。
- 長男は東京大学教養学部名誉教授の下田弘之（1940-、英語）
- 姪にエッセイストの岸本葉子がおり、「鎌倉に住む哲学者の伯父さん」として登場する。

## 著書
- 『哲学総論』第1-4巻 明玄書房 1962-1965
- 『哲学総論 5』明玄書房 1978
- 『幸福論』青土社 1991